# Dargovských hrdinov
Dargovských hrdinov est un quartier de la ville de Košice en Slovaquie.

## Toponymie
Le nom Dargovských hrdinov signifie "Héros de Dargov" du nom d'une bataille ayant opposé les forces allemandes et l'armée rouge fin 1944 près du village de Dargov. Le nom Furča est également utilisé pour désigner le quartier.

## Transport
Le quartier est relié au centre-ville par des trolleybus, lignes 71 et 72.